# Jolyellus albomaculatus
Jolyellus albomaculatus är en skalbaggsart som beskrevs av Maria Helena M. Galileo och Martins 2007. Jolyellus albomaculatus ingår i släktet Jolyellus och familjen långhorningar.
Artens utbredningsområde är Venezuela. Inga underarter finns listade i Catalogue of Life.